# گوشه سفلی (خنداب)
گوشه سفلی، روستایی از توابع بخش قره‌چای شهرستان خنداب در استان مرکزی ایران است.

## جمعیت
این روستا در دهستان اناج قرار دارد و براساس سرشماری مرکز آمار ایران در سال ۱۳۸۵، جمعیت آن ۱۸۱ نفر (۳۸خانوار) بوده‌است.